# Atletismo nos Jogos Pan-Americanos de 1971 - Salto em altura masculino
A prova do salto em altura masculino nos Jogos Pan-Americanos de 1971 foi realizada em Cali, Colômbia.

## Medalhistas
| Ouro                                | Prata                  | Bronze               |
| Patrick Matzdorf USA Estados Unidos | Wilf Wedman CAN Canadá | Luis Arbulú PER Peru |

## Resultados
| Posição           | Nome             | Nacionalidade      | Marca | Notas |
| ----------------- | ---------------- | ------------------ | ----- | ----- |
| Medalha de ouro   | Patrick Matzdorf | USA Estados Unidos | 2.10  |       |
| Medalha de prata  | Wilf Wedman      | CAN Canadá         | 2.10  |       |
| Medalha de bronze | Luis Arbulú      | PER Peru           | 2.05  |       |
| 4                 | John Hawkins     | CAN Canadá         | 2.05  |       |
| 5                 | Hermes Cabal     | COL Colômbia       | 2.00  |       |
| 6                 | Luis Barrionuevo | ARG Argentina      | 1.95  |       |
| 7                 | Pedro Yequez     | VEN Venezuela      | 1.95  |       |
| 8                 | José Dalmastro   | ARG Argentina      | 1.90  |       |